# Festival du film de Gand
Le Festival du film de Gand (en néerlandais : Film Fest Gent), initialement appelé « Événement cinématographique de Gand » (en néerlandais : Filmgebeuren van Gent) puis « Festival international du film de Flandre-Gand » (en néerlandais : Internationaal Filmfestival van Vlaanderen-Gent), est un festival de cinéma organisé tous les ans à Gand en Belgique. Lors de sa création en 1974, le festival s'intéressait principalement au cinéma d'art et essai et aux productions qui avaient peu de chances de percer dans le circuit commercial. Il a ensuite considérablement élargi son offre de genres cinématographiques ainsi que le nombre et la provenance des œuvres présentées et est devenu le plus grand festival de cinéma du pays[source insuffisante]. Le festival remet également les World Soundtrack Awards, récompensant les meilleures bandes sonores de film.

## Histoire
Alors dénommé « Événement cinématographique de Gand » (en néerlandais Filmgebeuren van Gent), la première édition du Festival en janvier 1974 a été lancée à la suite d'une initiative du Studio Skoop et de l'Association universitaire du film afin de présenter des films à l'écart des grands réseaux de diffusion. Les dix-huit films de cette édition étaient caractérisés par des thèmes perçus comme choquants et abordant les tabous de la société de l'époque. Rapidement, l'offre de films s'est élargie à des thème plus généraux et conventionnels et a contribué au rapide développement du festival.
Pour faire face à ce développement, une association sans but lucratif, avec pour président John Bultinck et associant la ville de Gand, la Province de Flandre-Orientale et le gouvernement flamand, a été créée afin de permettre une meilleure organisation financière de l'événement. Le programme du festival a continué à se diversifier et a commencé à accueillir de nombreux réalisateurs étrangers. La construction du Kinepolis de Gand en 1981 a permis au festival de s'étendre encore plus et de présenter plus de cent films. Deux plus tard, en 1983, l'association a officiellement été renommée en « Festival international du film de Flandre-Gand ».
En 1984, le festival a été officiellement reconnu par la Fédération internationale des associations des producteurs de films et cette même année[réf. nécessaire] ont été remis les premiers prix Joseph-Plateau, nommés d'après Joseph Plateau, professeur de physique à l'université de Gand connu pour ses recherches sur la persistance rétinienne et pionnier du cinématographe, afin de récompenser les meilleures prestations cinématographiques belges (meilleur film, meilleur metteur en scène, meilleur acteur et actrice, meilleure compositeur, meilleur scénario et meilleur court-métrage). L'année suivante, le festival s'est donné une nouvelle orientation en choisissant la musique pour thème, afin de souligner son rôle dans le cinéma, et en présentant des concerts de musiques de film. 
Les années suivantes, le film a continué à se développer et est devenu un symbole culturel de Gand et de la Flandre. En 1993, il a obtenu le titre d'« Ambassadeur culturel des Flandres » et en 1996, celui d'« Ambassadeur de la ville de Gand ».
En 2001, le festival organise pour la première fois la remise des World Soundtrack Awards, récompensant les meilleures bandes sonores de film (prix du meilleur compositeur de l'année, de la meilleure bande son originale, de la meilleure chanson de film, de la découverte de l'année et prix du public). Le concert est souvent joué par le Brussels Philharmonic.

## Prix décernés
- Grand prix du meilleur film
- Prix Georges-Delerue de la meilleure musique
- Prix Robert-Wise du meilleur réalisateur
- Grand prix de la Communauté flamande
- World Soundtrack Awards (récompensant les meilleures bandes sonores de film)[3]
  - Prix du meilleur compositeur de l'année
  - Prix de la meilleure bande son originale
  - Prix de la meilleure chanson de film
  - Prix de la découverte de l'année
  - Prix du public

## Palmarès
L'intégralité des prix décernés chaque année depuis 1985 est publiée sur le site internet du festival.

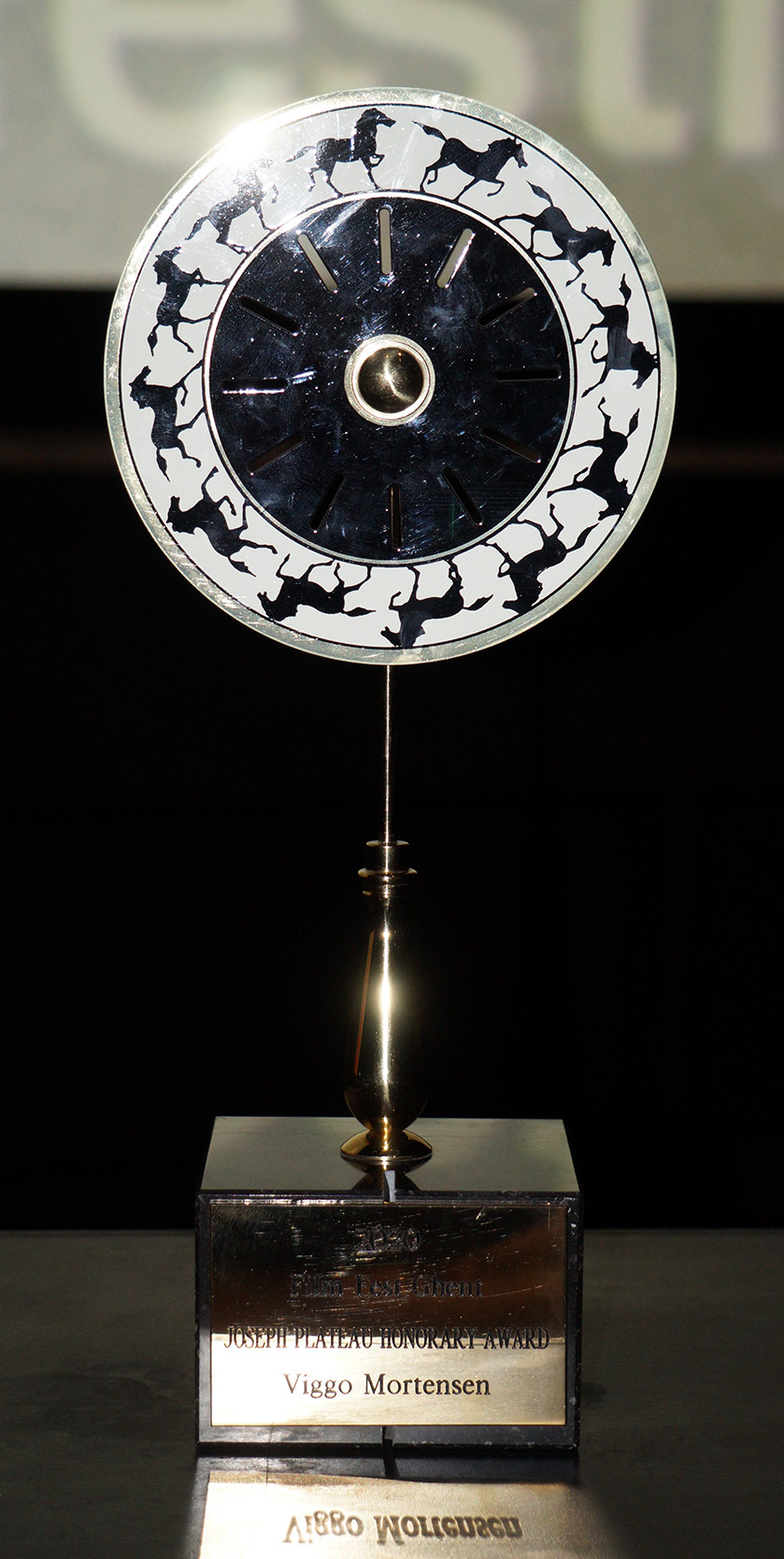
Trophée du prix d'honneur Joseph Plateau, décerné à Viggo Mortensen en 2020.

### 2004
- Grand prix du meilleur réalisateur : Atiq Rahimi

### 2005
- Grand prix du meilleur film : Trois Enterrements de Tommy Lee Jones

### 2006
- Grand prix du meilleur film : Le Parfum, histoire d'un meurtrier (Perfume: The Story of a Murderer)

### 2012
- Grand prix du meilleur film : Tabou de Miguel Gomes
- Prix Georges-Delerue de la meilleure musique : Après Mai d'Olivier Assayas
- Joseph Plateau Honorary Award : Emmanuelle Riva
- Joseph Plateau Honorary Award : Paolo et Vittorio Taviani

### 2013
- Grand prix du meilleur film : Le Géant égoïste de Clio Barnard
- Prix Georges-Delerue de la meilleure musique : A Touch of Sin de Jia Zhangke

### 2014
- Grand prix du meilleur film : Gente de bien de Franco Lolli
- Prix du public « Port de Gand » : Pride[5]

### 2015
- Grand Prix du meilleur film : 
  - Ixcanul de Jayro Bustamante
  - Les Cowboys •  France  Belgique
- Prix Georges-Delerue de la meilleure musique : The Lobster de Yórgos Lánthimos

### 2016
- Grand prix du meilleur film : A Quiet Passion de Terence Davies
- Prix Georges-Delerue : Johnny Jewel pour Home de Fien Troch
- Joseph Plateau Honorary Award : Ken Loach
- Mention spéciale : Glory de Kristina Grozeva et Petar Valtchanov
- Explore Award : Grave de Julia Ducournau

### 2017
- Grand prix du meilleur film : Zagros (nl) de Sahim Omar Kalifa
- Prix Georges-Delerue : Dan Romer (en) pour A Ciambra de Jonas Carpignano
- Joseph Plateau Honorary Award : Pierre Drouot, Johan Leysen et Greta Scacchi

### 2018
- Grand prix du meilleur film : Cold War de Paweł Pawlikowski
- Prix Georges-Delerue : Stuart Staples pour High Life de Claire Denis
- Joseph Plateau Honorary Award : Dirk Impens (nl)

### 2019
- Grand prix du meilleur film : La Femme des steppes, le Flic et l'Œuf de Wang Quan'an
- Prix Georges-Delerue : Mica Levi (bande originale) et Lena Esquenazi (design sonore) pour Monos d'Alejandro Landes
- Joseph Plateau Honorary Award : Geraldine Chaplin et Agustí Villaronga
- Prix spécial du jury du meilleur réalisateur : Pietro Marcello pour Martin Eden

### 2020
- Grand Prix du meilleur film : Petite Fille de Sébastien Lifshitz
- Prix Georges-Delerue : Cristian Lolea et Miroslav Toth pour Les Séminaristes de Ivan Ostrochovský
- Joseph Plateau Honorary Award : Viggo Mortensen

### 2021
- Grand prix du meilleur film : Vortex de Gaspar Noé
- Prix Georges-Delerue : Ruben De Gheselle pour Clara Sola de Nathalie Álvarez Mesén
- Joseph Plateau Honorary Award : Andrea Arnold et Harry Kümel

### 2022
- Grand prix du meilleur film : Saint Omer de Alice Diop
- Prix Georges-Delerue : Tobias Koch et Jannik Giger (de) pour Drii Winter de Michael Koch
- Joseph Plateau Honorary Award : Céline Sciamma